# لهاية السكر
اللهاية (بالانجليزيه Suger tit) اسم شعبي لسكاته الطفل أو دمية الطفل، شاع صنعها واستخدامها في شمال الولايات المتحدة والمملكة المتحدة.
صنعت لهاية السكر بوضع معلقة من السكر أو العسل في قطعة نظيفة صغيرة من القماش، وليّ قطعة القماش حول السكر لتأخذ شكل مصباحي، ويربط بالخيوط أو برباط مطاطي. يُذيب لعاب الأطفال السكر ببطء. اقتبس ديفيد رانسيل  دراسة روسية أجراها الدكتور ن.ي كوشيف ناقش فيها صناعة مصاصة غذائية من القماش مشابهة تعرف باسم سوسكا، وهو الاسم العامي الذي استخدمته الأمهات ويعني الزهرة، يشير شكل العصارة المتشكّلة في فم الطفل.
في عام 1802 وصف الدكتور الألماني كريستين ستيرف اللهاية كـ «واحدة من أكثر العادات اشمئزازاً.»